# 中国铁塔

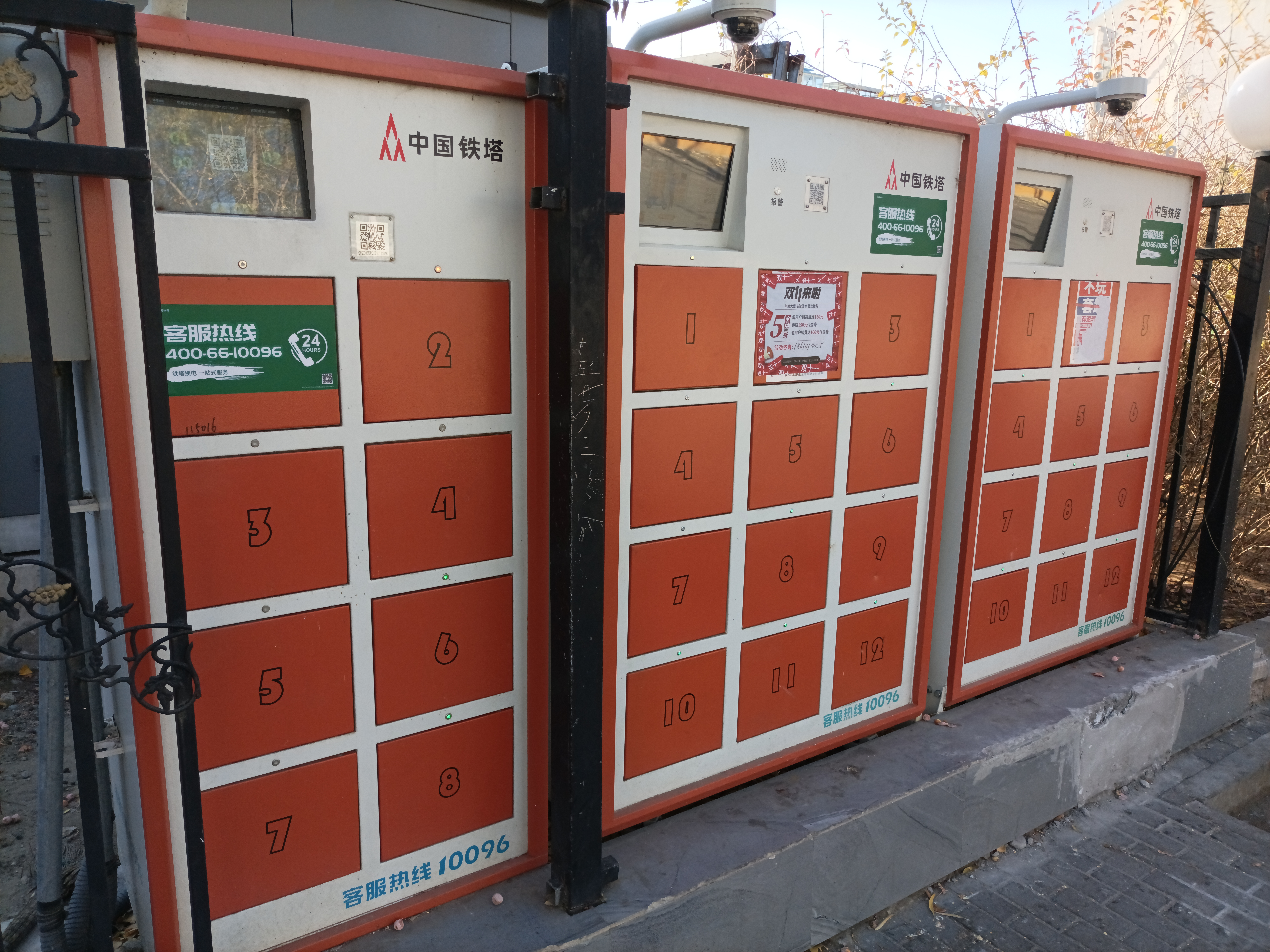
中国铁塔换电业务

中国铁塔股份有限公司（简称中铁塔），总部设立於北京，是在中華人民共和国國務院國有資產監督管理委員會以及工信部联合领导及推动协调下，由中国移动、中国联通和中国电信共同出资设立的大型通信基础设施综合服务企业。公司主营通信铁塔的建设、维护和运营，兼营基站机房、电源、空调等配套设施和室内分布系统的建设、维护和运营以及基站设备的维护。

## 历史
在中国铁塔成立之前，通信基础设施由三家国有通信运营商（电信、联通、移动）自有管理和建设，由于相互竞争的原因，经常出现恶意破坏竞争对手的通信线路、争抢建设移动电话通信基站的良好地理位置、争抢主导特定居住区域的线路接入服务等，而且也容易导致移动电话通信基站建设重复的情况等。
该公司于2014年3月26日酝酿筹建，同年7月18日揭牌成立，公司注册资本金为100亿元人民币（中国铁塔资产规模已超过3000亿元人民币）。中国铁塔在中国大陆地区设有31个省级分公司和各地市分公司。
2018年7月，中国铁塔首次公開發行新股，擬發行431.14億股H股新股，招股價介乎每股1.26至1.58港元，集資最多達681億港元，最終定價每股1.26港元。
据国家企业信用信息公示系统显示，中国铁塔于6月5日注册成立了一家名为「铁塔能源有限公司」新公司，注册资本为50亿元人民币，法定代表人为刘国峰。